# Artéria escapular circunflexa
A artéria escapular circunflexa é uma artéria que vasculariza o membro superior.